# Johann von Würzburg
Johann von Würzburg war ein mittelhochdeutscher Dichter des frühen 14. Jahrhunderts.

## Leben
Sein einziges bekanntes Werk ist der Versroman Wilhelm von Österreich, den er im Mai 1314 abgeschlossen hat. Dieser gehört zur Gattung der Minne- und Aventiureromane und ist Vorbildern wie Flore und Blancheflur oder Wilhelm von Orlens von Rudolf von Ems verpflichtet. Eine eigentliche Vorlage für die Romanhandlung konnte bislang nicht nachgewiesen werden.
Der Wilhelm von Österreich war ein im späten Mittelalter gut bekannter und viel gelesener Roman. Er ist in zwei Fassungen mit neun Vollhandschriften und sieben Fragmenten des 14. und 15. Jahrhunderts überliefert und wurde 1472/74 in einer Kurzfassung bearbeitet. Eine Prosabearbeitung erschien 1481 bei Anton Sorg im Druck und erlebte bis 1520 drei Auflagen. Hans Sachs verarbeitete den Stoff in dem Drama Tragedia (1556). Auf den Freskentriaden von Schloss Runkelstein sind Wilhelm und Aglye als exemplarisches Minnepaar dargestellt. Literarische Erwähnungen und Bücherverzeichnisse sind weitere Rezeptionszeugen des 14. bis 16. Jahrhunderts.
Johann, über dessen Person neben der Herkunft aus Würzburg nichts weiter bekannt ist, bezeichnet sich selbst in seinem Roman mehrfach als schribaer. In seinem Roman beruft er sich auf Beziehungen zu den Grafen von Hohenberg und Haigerloch, besonders zu Graf Albrecht von Haigerloch (gest. 1298). Das Werk selbst ist den Herzögen Leopold_I._(Habsburg) und  Friedrich_der_Schöne von Österreich gewidmet.